# Svrčina
Surçinë en albanais et Svrčina en serbe latin (en serbe cyrillique : Сврчина) est une localité du Kosovo située dans la commune/municipalité de Ferizaj/Uroševac, district de Ferizaj/Uroševac (Kosovo) ou district de Kosovo (Serbie). Selon le recensement kosovar de 2011, elle compte 222 habitants, tous albanais.
Le village est également connu sous le nom albanais de Surqinë.

## Démographie

### Évolution historique de la population dans la localité
| 1948 | 1953 | 1961 | 1971 | 1981 | 1991 | 2011 |
| ---- | ---- | ---- | ---- | ---- | ---- | ---- |
| 196  | 201  | 230  | 312  | 386  | 503  | 222  |

|  |